# Moreira de Geraz do Lima
Moreira de Geraz do Lima ist ein Ort und eine ehemalige Gemeinde (Freguesia) im nordportugiesischen Kreis Viana do Castelo der Unterregion Minho-Lima. Die Gemeinde hatte 597 Einwohner (Stand 30. Juni 2011).
Am 29. September 2013 wurden die Gemeinden Moreira de Geraz do Lima, Deão, Geraz do Lima (Santa Maria) und Geraz do Lima (Santa Leocádia) zur neuen Gemeinde União das Freguesias de Geraz do Lima (Santa Maria, Santa Leocádia e Moreira) e Deão zusammengeschlossen.